# Nick Ayoub
Pour les articles homonymes, voir Ayoub.
Nicholas « Nick » Ayoub, né à Trois-Rivières, au Québec, le 7 septembre 1926 et mort le 2 mai 1991 à Montréal, est un saxophoniste soprano, alto, ténor et clarinettiste, hautboïste, hautboïste alto, flûtiste et compositeur québécois.

## Biographie
Il a enregistré près de cinquante albums[réf. nécessaire] dont le disque The Montreal Scene par le Nick Ayoub Quintet. Ce disque est considéré comme un incontournable du jazz québécois au point d'être considéré comme « l'an zéro du jazz québécois contemporain ». Sur cet album, le titre Montreal West et Montreal Est rend hommage au boulevard Saint-Laurent à Montréal. En plus de Ayoub (saxophone), le quintette est composé d' Alain Penfold (trompette), Émile Cisco Normand (batterie), Art Robert (piano) et Don Habib remplacé par Michel Donato (contrebasse)

## Discographie
- Bossa Nova
- Saxophone de danse
- Nick Ayoub: instrumental solos
- Dance to the saxophone
- Instrumental solos on flute, oboe, English horn tenor and alto saxophones
- The Montreal Scene
- The jazz scene Montreal
- From Montréal : Yvan Landry and his Trio with vocalist Lucille Dumont, Nick Ayoub Quintet
- Montréal un portrait musical
- The Nick Ayoub Jazz Quintet
- The music of Nick Ayoub with the Nick Ayoub Jazz Quintet